# Цахау, Фридрих Вильгельм
Фридрих Вильгельм Цахау (нем. Friedrich Wilhelm Zachow; 14 ноября 1663, Лейпциг — 7 августа 1712, Галле) — немецкий музыкант и композитор вокальной и клавишной музыки эпохи барокко.

## Биография
Фридрих Вильгельм Цахау родился 14 ноября 1663 года в городке Лейпциг в Германии. Его отцом был волынщик Генрих Цахау (ум. 1684), один из городских музыкантов Лейпцига в Альта Капелле. У него он впервые обучился игре на музыкальных инструментах. А когда семья переехала в Айленбург, из-за музыкальных способностей мальчика отдали на обучение Иоганну Шелле, знаменитому в то время немецкому композитору. После смерти отца он переехал в Галле, где в 1684 году он стал настоятелем и органистом церкви Девы Марии, сменив на этом посту Самуэля Эбарта. Во время пребывания в Галле он стал особенно известен как композитор драматических кантат. Он часто подвергался критике за его чрезмерную длинную и тщательно продуманную музыку, которую могли оценить только органисты. Также Цахау особенно восхищался музыкой Иоганна Тейле и поэзией Эрдмана Ноймейстера.
Фридрих Вильгельм Цахау был учителем Готфрида Кирхгофа, Иоганна Филиппа Кригера и, прежде всего, Георга Фридриха Генделя, которого он научил играть на скрипке, органе, клавесине и гобое, а также выучил контрапункту». Обучение у него оказалось столь эффективным, что в 1702 году, в возрасте семнадцати лет, Гендель занял должность органиста в кафедральном соборе Галле.
В последние годы жизни здоровье композитора ухудшалось. 7 августа 1712 года, после непродолжительной болезни, Цахау умер в своём доме в Галле.

## Наследие
После смерти Цахау Гендель оказывал поддержку его жене и детям в благодарность своему учителю.
В 1713 году Иоганн Эрнст привёз Иоганну Себастьяну Баху большое количество нот, среди которых были и сочинения Цахау.
Гендель в дальнейшем использовал композиции Цахау как основу своих собственных произведений (например, кантата «Herr, wenn ich nur dich habe»).

## Музыкальные произведения
- Месса «Missa super chorale Christ lag in Todesbanden»
- 24 кантаты, самые известные — Chorus ille coelitum (1698),Confitebor tibi Domine (1701),Danksaget dem Vater (1702)
- Toccata C-Dur, Präludium C-Dur, Präludium F-Dur, Fuge C-Dur, Two Fugues G-Dur, Fantasia D-Dur, Capriccio d-Moll, Suite h-Moll, Trio F-Dur für Flauto traverso, Fagott und Basso continuo.